# Aura Cumes Simón
Aura Cumes Simón (Chimaltenango, Guatemala, 1973) es doctora en antropología, investigadora y docente maya-kaqchikel de Guatemala.

## Biografía
Aura Cumes Simón nació y creció en Chimaltenango, en la región central de Guatemala. Sus padres provenían de San Juan Comalapa. 
Estudió secretariado y en 1992 comenzó a trabajar en ONGs.  Luego estudió trabajo social. En 2002 realizó la maestría en Ciencias Sociales por la FLACSO/Guatemala y posteriormente el doctorado en Antropología Social por el Centro de Investigaciones y Estudios Superiores en Antropología Social (CIESAS) en México DF. También es Diplomada en Estudios de Género y Feminismo por la CEIICH/UNAM y la Fundación Guatemala.
Ha sido investigadora y docente del Área de Estudios Étnicos y del Programa de Género de la FLACSO Guatemala.  Es cofundadora de la Comunidad de Estudios Mayas. Gran parte de sus esfuerzos los ha centrado en la lucha contra el racismo y el sexismo que los comprende como problemas producidos por dos grandes sistemas de dominación fusionados en la historia de Guatemala y de América Latina: el colonialismo y el patriarcado.
"Lo maya puede colocarse en un contexto histórico amplio, porque está vinculado a la manera en que estamos eligiendo ser o construir el nosotros como pueblo, pero también cuestionando una forma de ontología impuesta por el proceso colonial".
"Con la organización colonial se inventa lo indio como una manera de negar la pluralidad existente de todos los pueblos que habitaban lo que hoy se llamaría Mesoamérica o Abya Yala, para ser nombrados bajo la identidad impuesta de “indios”. Y lo indio no es solamente una etiqueta vacía de contenido, sino que es entendido como ese sujeto que va a existir solamente a partir de la servidumbre colonial".
Ha publicado numerosos libros en coautoría, entre ellos: 
- La encrucijada de las identidades: Mujeres, feminismos y mayanismos en diálogo, compiladora junto con Ana Silvia Monzón. Con el apoyo de HIVOS/Consejería en Proyectos APN/IUMUSAC.  Abril 2006.
- Mayanización y vida cotidiana. La ideología mulrticulrural en la sociedad guatemalteca. Volumen 1: Introducción y análisis generales, coordinadora junto con Santiago Bastos, Guatemala: FLACSO CIRMA Cholsarnaj, 2007[4]
- La ideología multicultural en la sociedad guatemalteca, 2007
- Cosmovisión maya y patriarcado en Miradas en torno al problema colonial ISBN 978-84-460-4850-3, 2019

También es autora de múltiples artículos publicados en distintas revistas nacionales e internacionales.